# Caesalpinia coulterioides
Caesalpinia coulterioides är en ärtväxtart som beskrevs av Griseb.emend.Burkart. Caesalpinia coulterioides ingår i släktet Caesalpinia och familjen ärtväxter. Inga underarter finns listade i Catalogue of Life.